# Hymn Saint Vincent i Grenadyn
St. Vincent! Land So Beautiful – hymn państwowy Saint Vincent i Grenadyny. Przyjęty został w 1979 roku. Muzykę skomponował
Joel Bertram Miguel, a słowa napisała Phyllis Punnett.

## Słowa hymnu
Słowa hymnu w języku angielskim:
Saint Vincent, land so beautiful,
With joyful hearts we pledge to thee.
Our loyalty and love and vow to keep you ever free.
Whate'er the future brings.
Our faith will keep us true.
May peace reign from shore to shore,
And God bless and keep us too.

Our little sister islands are,
The gems, the lovely Grenadines.
Upon their seas of golden sand,
The sunshine ever beams.
Słowa hymnu w języku polskim:
Saint Vincent, nasz piękny lądzie
My radosne serca ofiarowujemy tobie
Naszą lojalność i miłość, i przysięgę zachowania twej wolności,
Bez względu na przyszłe losy.
Zachowamy prawdę dzięki wierze.
Niech pokój rządzi od brzegu do brzegu.
A Bóg błogosławi i zachowa od złego.

Nasze małe siostrzane wyspy,
Nasze klejnoty, ukochane Grenadyny,
Gdzie słońce zawsze promieniami dotyka

Złocistego piasku waszych plaż.